# Iglesia fortificada de San Esteban
San Esteban de Vilasacra es la iglesia parroquial del pueblo de Vilasacra, (Gerona). Es una iglesia fortificada de origen románico ampliada en época barroca.
La primera referencia a la iglesia proviene del año 974. Agrandada a partir del siglo XIII y fortificada después, esta iglesia formaba parte de las posesiones del Monasterio de San Pedro de Roda.

## Actos religiosos
- Religión: católica.
- Horario de las liturgias: sábado a las 19h y domingo a las 13h.[2]